# Lukáš Konečný
Lukáš Konečný (Brno, Checoslovaquia, 19 de julio de 1978) es un deportista checo que compitió en boxeo.
Ganó dos medallas de bronce en el Campeonato Mundial de Boxeo Aficionado, en los años 1997 y 1999, ambas en el peso superligero.
En junio de 2001 disputó su primera pelea como profesional. En su carrera profesional tuvo en total 57 combates, con un registro de 52 victorias y 5 derrotas.

## Palmarés internacional
| Campeonato Mundial | Campeonato Mundial       | Campeonato Mundial | Campeonato Mundial |
| Año                | Lugar                    | Medalla            | Categoría          |
| ------------------ | ------------------------ | ------------------ | ------------------ |
| 1997               | Budapest (Hungría)       | Medalla de bronce  | 63,5 kg            |
| 1999               | Houston (Estados Unidos) | Medalla de bronce  | 63,5 kg            |